# 愛華
愛華（全稱：愛華株式會社）是1946年於日本成立，後來索尼將品牌使用權轉讓給日本國內一家 EMS（電子制造服務）企業 —— 十和田音響，成為其子公司，並在中國生產“aiwa”（愛華）品牌CD收錄機以及4K電視機等。

## 歷史
- 1946年，成立愛興電機產業社；池尻光夫就任社長。
- 1951年，設立愛興電機產業株式會社。
- 1959年，愛興電機產業株式會社改稱愛華株式會社。
- 1969年，三邊祐介就任社長。
- 1971年，與香港啟祥集團合資設立愛華啟祥影音有限公司。
- 1974年，設立愛華精機。
- 1981年，中島平太郎就任社長。
- 1986年，設立岩手愛華株式會社。
- 1987年，吉田進就任社長。
- 1990年，卯木肇就任社長。
- 1996年，設立愛華・印尼社；石垣良夫就任社長。
- 1998年，設立愛華・歐洲社。
- 1999年，設立愛華・國際・泰國社。
- 2000年，大曾根幸三就任社長。
- 2001年，森本昌義就任社長。
- 2002年，解散愛華株式會社；索尼株式會社獲取愛華品牌和商標的使用權。
- 2008年，索尼終止愛華品牌。
- 2011年，設立Aiwa Corporation。
- 2015年，Dormitus Brands LLC及Hale Devices, Inc.獲取愛華品牌和商標的使用權。
- 2017年，設立愛華株式會社；十和田音響株式會社獲取愛華品牌和商標的使用權；三井知則就任社長。

## 外部連結
- （英文）愛華美國
- （日語）愛華日本